# Phrynocephalus melanurus
Phrynocephalus melanurus är en ödleart som beskrevs av  Karl Eichwald 1831. Phrynocephalus melanurus ingår i släktet Phrynocephalus och familjen agamer. IUCN kategoriserar arten globalt som livskraftig. Inga underarter finns listade i Catalogue of Life.